# Вінцентув (Великопольське воєводство)
Вінцентув (пол. Wincentów) — село в Польщі, у гміні Брудзев Турецького повіту Великопольського воєводства.
У 1975-1998 роках село належало до Конінського воєводства.